# جبهة تحرير المثليين
جبهة تحرير المثليين (بالإنجليزية: Gay Liberation Front، والمختصرة باسم GLF) هو الاسم، في السبعينيات من القرن الماضي، للعديد من المجموعات الأنجلو سكسونية التي تناضل من أجل تحرير المثليين، تم تأسيس أولها في عام 1969 في نيويورك على يد كريج رودويل وبريندا هوارد، مباشرة بعد انتفاضة ستونوول، التي شهدت اشتباكات عنيفة بين الشرطة والمتظاهرين المثليين.

## الولايات المتحدة

### جبهة تحرير المثليين
قام نشطاء GLF بحملة من أجل التحرر الجنسي الكامل، معتبرين أن المغايرة الجنسية هي من بقايا التثبيط الثقافي ويعتقدون أن التغيير لن يتحقق إلا من خلال تفكيك وإعادة بناء المؤسسات الاجتماعية دون تحديد الأدوار الجنسية. تحقيقا لهذه الغاية، أرادت GLF تطوير فكرة الأسرة التقليدية والمجتمع، على أساس الانتساب البيولوجي، وجعلها أشبه بالانتماء الكبير لأعضاء دون أساس أو قاعدة بيولوجية. عالج الأعضاء البارزون في GLF أيضًا أوجه عدم المساواة الاجتماعية الأخرى بين الأعوام 1969-1972 مثل العسكرية والعنصرية والتمييز على أساس الجنس، ولكن بسبب المنافسات والصراعات الداخلية، أوقفت GLF عملياتها رسميًا في عام 1972.

### تاريخ GLF: انتفاضة ستونوول
يعتبر الكثيرون أن انتفاضة ستونوول هي الحافز لتنظيم GLF وحركات المثليين والمثليات الأخرى. الانتفاضة هذه هي أيضًا مصدر المطالبات بحقوق المثليين في جميع أنحاء العالم. في 28 يونيو 1969 في قرية غرينتش، نيويورك، تعرضت حانة للمثليين إلى مداهمة روتينية من قبل شرطة نيويورك. كانت حانة ستونوول إن عبارة عن مؤسسة مشهورة لمجتمع الميم تقع في شارع كريستوفر في إسطبلين سابقين تم ضمهما معًا في عام 1930، والتي كانت موضوعًا لمداهمات لا حصر لها لأن أنشطة مجتمع الميم كانت غير قانونية إلى حد كبير. لكن هذه المرة، عندما وصلت الشرطة، بدأ العملاء في إلقاء العملات المعدنية عليهم، وبعد ذلك الزجاجات والحجارة. كما أطلق الحشد سراح الموظفين الذين تم اعتقالهم من شاحنات الشرطة واضطر الضباط الذين كان عددهم ضئيلا للاحتماء داخل الحانة. سرعان ما تم استدعاء قوة الدوريات التكتيكية (TPF)، التي تم تشكيلها في الأصل للتعامل مع الاحتجاجات في زمن الحرب، للسيطرة على الحشود، التي كانت تستخدم عدادات وقوف السيارات في ذلك الوقت كمضرب. مع تقدم الدورية، لم يتفرق الحشد، بل استدار وحاصر من الخلف شرطة مكافحة الشغب، وألقوا الحجارة وهم يهتفون " Gay Power "!، راقصين ومستهزئين بخصومهم. في الليالي اللاحقة، كانت الحشود تعود بأعداد متزايدة باستمرار، ويوزعون المنشورات ويتناوبون. في أوائل يوليو، أدت المناقشات داخل مجتمع المثليين إلى تشكيل جبهة تحرير المثليين. سرعان ما أصبحت كلمة «ستونوول» رمزًا للنضال من أجل المساواة في مجتمع المثليين.
كانت إحدى الإجراءات الأولى للجبهة هي تنظيم مسيرة ردًا على ما حصل في ستونوول، والمطالبة بوضع حد لاضطهاد المثليين جنسياً. الكفاح السياسي للجبهة واسع وتجاوز التمييز ضد المثليين جنسياً، لأنه يدين العنصرية ويدعم حزب الفهود السود ونضالات التحرر المختلفة في العالم الثالث. والجبهة مناهضة للرأسمالية، وتتحدى هيكل نموذج الأسرة والأدوار التقليدية للجنسين. واصلت بعض عضوات GLF، مثل مارثا شيلي، القتال حيث أقمن مظاهرة Lavender Menace.

## المملكة المتحدة
في المملكة المتحدة، عقدت GLF أول اجتماع لها في الطابق السفلي من مدرسة لندن للاقتصاد في13 أكتوبر 1970.
قام بوب ميلروز [الإنجليزية] وأوبري والتر، بعد ملاحظتهما لتأثيرات GLF في الولايات المتحدة، بحركة موازية قائمة على السياسة الثورية وأسلوب الحياة البديل 

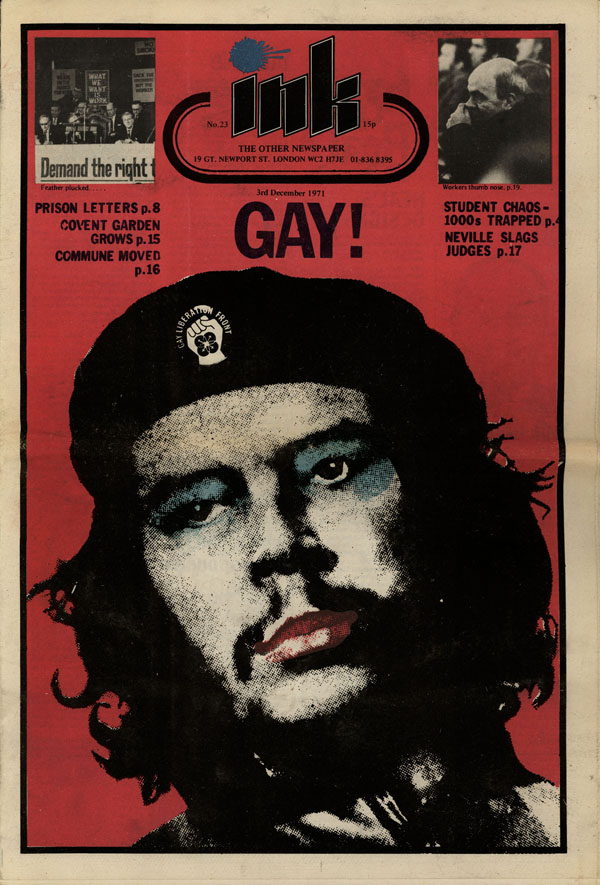
نسخة GLF من غلاف مجلة Ink سنة 1971، لندن.

في عام 1971، اكتسبت GLF الإنجليزية اعترافًا بأنها حركة سياسية في الصحافة الوطنية، حيث تعقد اجتماعات أسبوعية من 200 إلى 300 شخص. تم إصدار بيان GLF، وتم اتخاذ سلسلة من الإجراءات المباشرة بعيدة المدى، مثل وقف إطلاق حملة الأخلاق المعتمدة على الكنيسة، ومهرجان النور.
كان تعطيل افتتاح مهرجان الأضواء في عام 1971 (حركة مسيحية معارضة لتصاعد التسامح مع الظواهر الجديدة في المجتمع) أفضل عمل منظم من قبل GLF الإنجليزية. نظمت ماري وايتهاوس مهرجان الأضواء في الكنيسة الميثودية بوستمنستر، جنبًا إلى جنب مع كليف ريتشارد ومالكولم موغريدج. قامت مجموعات من GLF متنكرين في زي النساء بغزو المشهد وقاموا بتقبيل بعضهم بشكل عفوي بينما أطلق آخرون الفئران وأطلقوا الأصوات القوية المستعملة في الموانئ للتحذير أثناء الضباب وعرضوا عديد اللافتات. تمكنت مجموعة من الرجال يرتدون زي العمال من الوصول إلى الطابق السفلي وقاموا بإطفاء الأنوار.
عُقد مؤتمر Gay Lib (غاي ليب) السنوي في عيد الفصح عام 1972 في نقابة الطلاب الجامعيين (اتحاد الطلاب) في جامعة برمنغهام 
خلال عام 1974، أدت الخلافات الداخلية إلى تفكك الحركة. تم إنشاء فروع GLF في بعض المدن البريطانية (بريستول، ليدز، برادفورد، ليستر) وبعضها دام فقط لبضع سنوات أخرى. لوحظت مجموعة ليستر التي أسسها جيف مارتين لمشاركتها في إنشاء "Gayline" (غاي لاين) المحلية التي لا تزال نشطة حتى اليوم. كما قاموا بحملة رفيعة المستوى ضد الصحيفة المحلية «ليستر ميركوري»، التي رفضت الإعلان عن خدمات غاي لاين في ذلك الوقت.
وثائق GLF هي جزء من أرشيف هول-كاربنتر في مدرسة لندن للاقتصاد.
استمر العديد من أعضاء GLF بما في ذلك بيتر تاتشل في العمل بعد السبعينيات تحت شعار الغضب! التي لا تزال موجودة حتى اليوم، باستخدام تكتيكات مماثلة مثل التحركات المفاجئة والاحتجاجات على على شكل عروض لجذب وسائل الإعلام وإثارة الجدل. في هذه المرحلة، ظهر صدع داخل حركة الناشطين المثليين بسبب الاختلافات الأيديولوجية، وبعد ذلك ظهر عدد من المجموعات مثل منظمة العمل للمثليات والمثليين (OLGA)، وستونوول (التي تركز على ممارسة الضغط). تعايشت مجموعتا المثليات المنتقمات والغضب! معا.

## كندا
في كندا، تم إنشاء أول مجموعة تتطابق مع جبهة تحرير المثليين، وهي جبهة تحرير مثليي فانكوفر، في نوفمبر 1970 في فانكوفر.
في كيبيك، تم إنشاء جبهة تحرير المثليين (FLH) في مونتريال في مارس 1971 بعد دعوة للتنظيم محليًا بواسطة المنشور Mainmise. توقفت الجماعة عن العمل في عام 1972، بعد اعتقال حوالي 40 من أعضائها لبيعهم المشروبات الكحولية غير المرخصة في إحدى مناسباتهم 

## انظر كذلك

### مقالات ذات صلة
- جبهة العمل الثوري المثلي
- اليسار المثلي، الماركسية الجماعية والمجلات المثلية الجنسية، 1975-1970.
- الغضب!

### سيرة شخصية
- Canfield, William J. "We Raise our Voices". Gay & Lesbian Pride & Politics (بالإنجليزية). Archived from the original on 2022-01-25.
- Diaman, N. A. (1995). "Gay Liberation Front" (بالإنجليزية). Archived from the original on 2007-06-11.
- Kissack, Terence (1995). Freaking Fag Revolutionaries (بالإنجليزية). Radical History Review 62..
- Lucas, Ian (1998). OutRage! (بالإنجليزية). Cassell. p. 244. ISBN:978-0-304-33358-5.
- Power, Lisa (1995). No Bath But Plenty Of Bubbles : An Oral History Of The Gay Liberation Front 1970-7 (بالإنجليزية). Cassell. pp. 340. ISBN:0-304-33205-4..
- Wright, Lionel (1999). "The Stonewall Riots – 1969". Socialism Today #40 (بالإنجليزية). Archived from the original on 2023-02-03..

### روابط خارجية
- معلومات عن سياسات المثليين في المملكة المتحدة من منظور اشتراكي نسخة محفوظة 9 يناير 2008 على موقع واي باك مشين.
- جبهة تحرير المثليين - أول صحيفة، صور